# Jerry's Kids
I Jerry's Kids sono stati uno dei primi gruppi Boston hardcore. La loro prima pubblicazione risale alla compilation di gruppi di Boston della Modern Method This Is Boston, Not L.A. del 1982, in cui contribuirono con sei tracce.
Dopo l'abbandono della band da parte del frontman Bryan Jones e del chitarrista ritmico Dave Aronson, il bassista Rick Jones, fratello di Bryan, passa alla voce e Chris Doherty dei Gang Green alla chitarra ritmica. Con questa formazione i Jerry's Kids pubblicano l'LP Is This My World? per la X-Claim nel 1983, presto ripubblicato con la Taang! Records. Il gruppo si scioglie nel 1985, ma si riforma nel 1987 per pubblicare con la Taang! Records un disco molto più speed metal dal titolo Kill Kill Kill. Il gruppo si è riunito nel 2004 per suonare in alcuni concerti nei dintorni di Boston, nonostante siano sconosciuti eventuali piani per nuove registrazioni.

## Discografia

### Album in studio
- 1983 - Is This My World?
- 1989 - Kill Kill Kill

### Singoli
- 1989 - Spymaster/Need Some
- 1989 - Spymaster/Torn Apart
- 1989 - Spymaster/Tired Eyes

### Apparizioni in compilation
- 1982 - This Is Boston, Not L.A.

## Formazione

### 1981-1982
- Bryan Jones - voce
- Bob Cenci - chitarra
- Steve Waltl - chitarra
- Rick Jones - basso
- Brian Betzger - batteria

### 1982
- Rick Jones - voce e basso
- Bob Cenci - chitarra
- Dave Aronson - chitarra
- Brian Betzger - batteria

### 1982 - 1985
- Rick Jones - voce e basso
- Bob Cenci - chitarra
- Chris Doherty - chitarra
- Brian Betzger - batteria

### 1987
- Rick Jones - voce e basso
- Bob Cenci - chitarra
- Dave Aronson - chitarra
- Mike Dean - batteria

### 1987 - oggi
- Rick Jones - voce e basso
- Bob Cenci - chitarra
- Dave Aronson - chitarra
- Jack Clark - batteria